# Boggabri
Boggabri – miasto w Australii, w stanie Nowa Południowa Walia.